# 懷克姆鎮區 (明尼蘇達州托德縣)
懷克姆鎮區（英語：Wykeham Township）是位於美國明尼蘇達州托德縣的一個行政鎮區。

## 地方資料
懷克姆鎮區的面積為90.39平方千米，當中陸地面積為90.01平方千米，而水域面積為0.38平方千米。根據2020年美國人口普查的數據，當地共有人口405人，而人口密度為每平方千米4.48人。